# Gephyromantis asper
Gephyromantis asper is een kikker uit de familie gouden kikkers (Mantellidae). De soort werd voor het eerst wetenschappelijk beschreven door George Albert Boulenger in 1882. De soort behoort tot het geslacht Gephyromantis. Oorspronkelijk werd de wetenschappelijke naam Rana aspera gebruikt.

## Leefgebied
De kikker is endemisch in Madagaskar. De soort komt voor in het oosten en noorden van het eiland en leeft in de subtropische bossen van Madagaskar op een hoogte van 300 tot 1200 meter boven zeeniveau. De soort komt ook voor in nationaal park Ranomafana.

## Synoniemen
- Mantidactylus asper (Boulenger, 1882)
- Mantidactylus ceratophrys Ahl, 1929
- Rana aspera Boulenger, 1882